# Hylopercnas eribolax
Hylopercnas eribolax är en fjärilsart som beskrevs av Edward Meyrick 1934. Hylopercnas eribolax ingår i släktet Hylopercnas och familjen mott. Inga underarter finns listade i Catalogue of Life.